# Satan shoes

Satan Shoes est le nom d'une série de baskets basées sur les Nike Air Max 97, créées et personnalisées lors d'une collaboration entre le musicien Lil Nas X et MSCHF (en), un collectif d’art américain, basé à Brooklyn. Commercialisées en avril 2021, les 666 paires produites sont vendues en moins d'une minute.
Elles font l'objet de controverses aux États-Unis en raison de l'image satanique présente dans leur conception et leur marketing. La marque Nike intente une action en justice contre MSCHF pour atteinte à la marque, avant de convenir d'un accord à l'amiable avec le collectif qui s'engage à rembourser les acheteurs qui le souhaitent.

## Conception et promotion

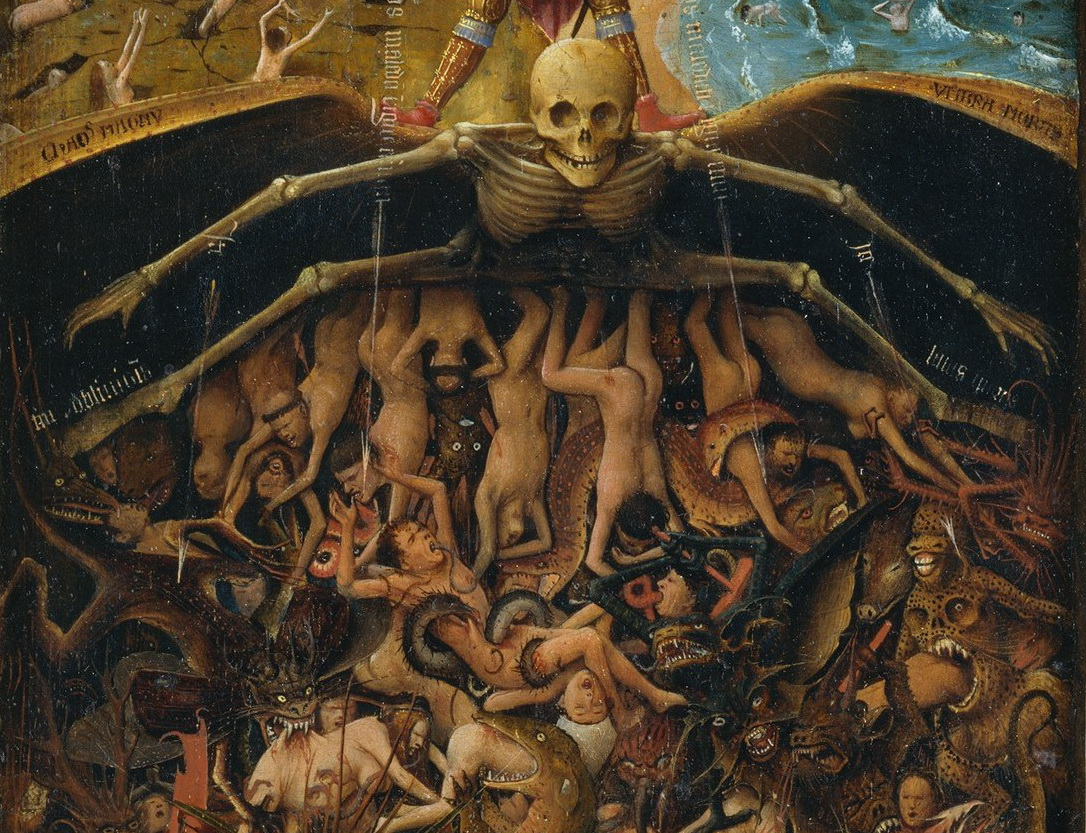
Extrait du Diptyque de la Crucifixion et du Jugement dernier.

Les chaussures ont été créées et commercialisées par le collectif artistique MSCHF, spécialisé dans les séries limitées, qui les considère comme des œuvres d’art destinées aux collectionneurs, à ce titre protégées à ce titre par le Premier amendement de la Constitution américaine. Le collectif avait dans la même veine commercialisés des Jesus Shoes en octobre 2019, dont les semelles contenaient de l’eau bénite, à laquelle Nike ne s’était pas opposé et qui n'avaient pas suscité de polémique.
Chaque paire de Satan shoes est noire et comporte un pentagramme en bronze sur les lacets et une croix inversée. Les côtés des chaussures est marqué d'une référence à l'évangile de Luc 10:18. De plus, chaque semelle de ces baskets contiennent une encre rouge à laquelle est mêlée « une goutte » de sang humain. Le sang proviendrait « d’environ six » employés de MSCHF. Parmi d'autres éléments, un détail du Diptyque de la Crucifixion et du Jugement dernier de Jan van Eyck orne le fond de la boite contenant la paire de baskets.
Les chaussures sont lancées en même temps que le clip de la chanson de Lil Nas X Montero (Call Me by Your Name), où, parmi de multiples références culturelles et religieuses, la paire de baskets peut être vue sur les pieds de Satan. Les 666 paires de chaussures produites et mise en vente le 29 avril 2021, au prix de 1 018 dollars chacune et sont écoulées en moins d'une minute.

## Controverse
Les chaussures sont l’objet d’une controverse aux États-Unis, des personnalités telles que le joueur de basket-ball Nick Young, le pasteur de Free Chapel Jentezen Franklin, le quarterback de football américain Trevor Lawrence, le rappeur Joyner Lucas, le pasteur évangélique Mark Burns, la conférencière conservatrice Candace Owens et la gouverneure du Dakota du Sud Kristi Noem, exprimant leur désapprobation,,. L’Église de Satan, de son côté, donne sa pleine approbation à la fois au clip vidéo Montero et au sneakers. Lil Nas X reagit aux critiques via Twitter, et s’adresse aux haters en leur demandant de « rester en dehors de la vie des autres et d’arrêter de dicter qui ils devraient être », ajoutant que la controverse et les réactions négatives l’affectaient émotionnellement.
Plusieurs publications ont comparé les chaussures à une bande dessinée publiée par Marvel Comics en 1977, basée sur le groupe de rock Kiss, où les membres du groupe mélangeaient des fioles de leur propre sang dans l’encre rouge utilisée pour imprimer les livres,,,.

## Poursuites
Nike publie alors une déclaration en réponse à la controverse générée, disant que  « Nike n’a ni designé, ni mis en vente ces chaussures, et ne les approuve pas ». L’entreprise intente des poursuites contre MSCHF, alléguant que le collectif a porté atteinte à la marque Nike, et a fait croire aux consommateurs que « Nike approuve le satanisme ». Nike affirme devant un juge fédéral que les Satan Shoes ont été fabriqués sans l'autorisation de la firme. Les avocats de celle-ci soutiennent qu’ils ont « présenté des preuves que même les sneakerheads les plus avisés étaient abusés » par ces chaussures et se réfèrent au « test de Rogers », qui vise à protéger les marques et leurs utilisations, mettant en cause la liberté intellectuelle.
Le 1er avril 2021, Nike obtient une ordonnance restrictive contre MSCHF, bloquant temporairement les ventes des Satan Shoes. Le 10 avril, un accord à l'amiable est trouvé entre l'équipementier et le collectif qui permet aux acheteurs qui le souhaitent d'être remboursés, indiquant qu’ils sont « en droit » de ne pas renvoyer lesdites chaussures.